# シャット・ダウン・ヴォリューム2
『シャット・ダウン・ヴォリューム2』（Shut Down Volume 2）は、1964年にリリースされたザ・ビーチ・ボーイズのアルバム。本作が「ヴォリューム2」とされるのは、キャピトルが1963年にリリースしたコンピレーション・アルバム『シャット・ダウン』の続編と位置づけられたためである。『シャット・ダウン』には「シャット・ダウン」「409」の二曲が収録されたが、ビーチ・ボーイズのアルバムではなかった。なお、『シャット・ダウン』は1997年に日本のみでCD化されたが現在では廃盤である。
当時はちょうど「ブリティッシュ・インヴェイジョン」がアメリカに到達し始めていた頃であった。ビーチ・ボーイズは本作によってアメリカにおける地位を固めるつもりであったが、ビートルズ旋風の勢いは非常に強く、本作はそれほど注目を集めることなくチャートでは13位に到達しただけであった（結局後にゴールド・アルバムを獲得した）。
伝えられるところによればブライアンは、ビートルズの出演した『エド・サリヴァン・ショー』を見た後、本作を廃棄しようとした。しかしながらイギリスのスターに打ち負かされるよりも、ビーチ・ボーイズをより高い位置へ押し上げようと決心することとなった。

## ステレオ・ヴァージョン
2012年に発売された、『サーフィン・U.S.A.』から『スマイリー・スマイル』までのモノ＆ステレオの２in１仕様のCDに収録されたステレオ・ヴァージョンはオリジナルとは若干内容が異なっている。
2012年盤（TOCP-71374）は、オリジナルのステレオ盤ではモノラルで収録されていた「恋はくせもの」が新たに作成されたステレオ・ミックスに差し替えられている。それ以外ではオリジナル盤と同じくモノラルで収録されている。

## 曲目
Side1
1. ファン・ファン・ファン - Fun, Fun, Fun (Brian Wilson/ Mike Love) 2:03
2. ドント・ウォリー・ベイビー - Don't Worry Baby (Brian Wilson/Roger Christian) 2:47
3. 恋のパーキン・ロット - In The Parkin' Lot (Brian Wilson/Roger Christian) 2:01
4. ラヴ対ウィルソン -  "Cassius" Love Vs. "Sonny" Wilson (Mike Love/Brian Wilson) 3:30
5. 太陽あびて - The Warmth Of The Sun (Brian Wilson/Mike Love) 2:51
6. ディス・カー・オブ・マイン - This Car Of Mine (Brian Wilson/Mike Love) 1:35

Side 2
1. 恋はくせもの - Why Do Fools Fall In Love (Frankie Lymon/M. Levy) 2:07
2. ポム・ポム・プレイ・ガール - Pom, Pom Play Girl (Brian Wilson/ Gary Usher) 1:30
3. キープ・アン・アイ・オン・サマー - Keep An Eye On Summer (Brian Wilson/Bob Norman) 2:21
4. シャット・ダウン・パート2 - Shut Down, Part II (Carl Wilson) 2:07
5. ルイ・ルイ - Louie, Louie (Richard Berry) 2:17
6. デニーズ・ドラムス - Denny's Drums (Dennis Wilson) 1:56

ボーナス・トラック
1. ファン・ファン・ファン（シングル・ヴァージョン） - Fun, Fun, Fun